# Abadal
L'Abadal était un constructeur automobile espagnol, entre 1912 et 1913. Considéré comme une voiture de luxe rapide, avec un design similaire à celui de Hispano-Suiza. Il y avait deux modèles : le premier avait un moteur à quatre cylindres de 3104 cm3, et le second avait un moteur à six cylindres de 4521 cm3.

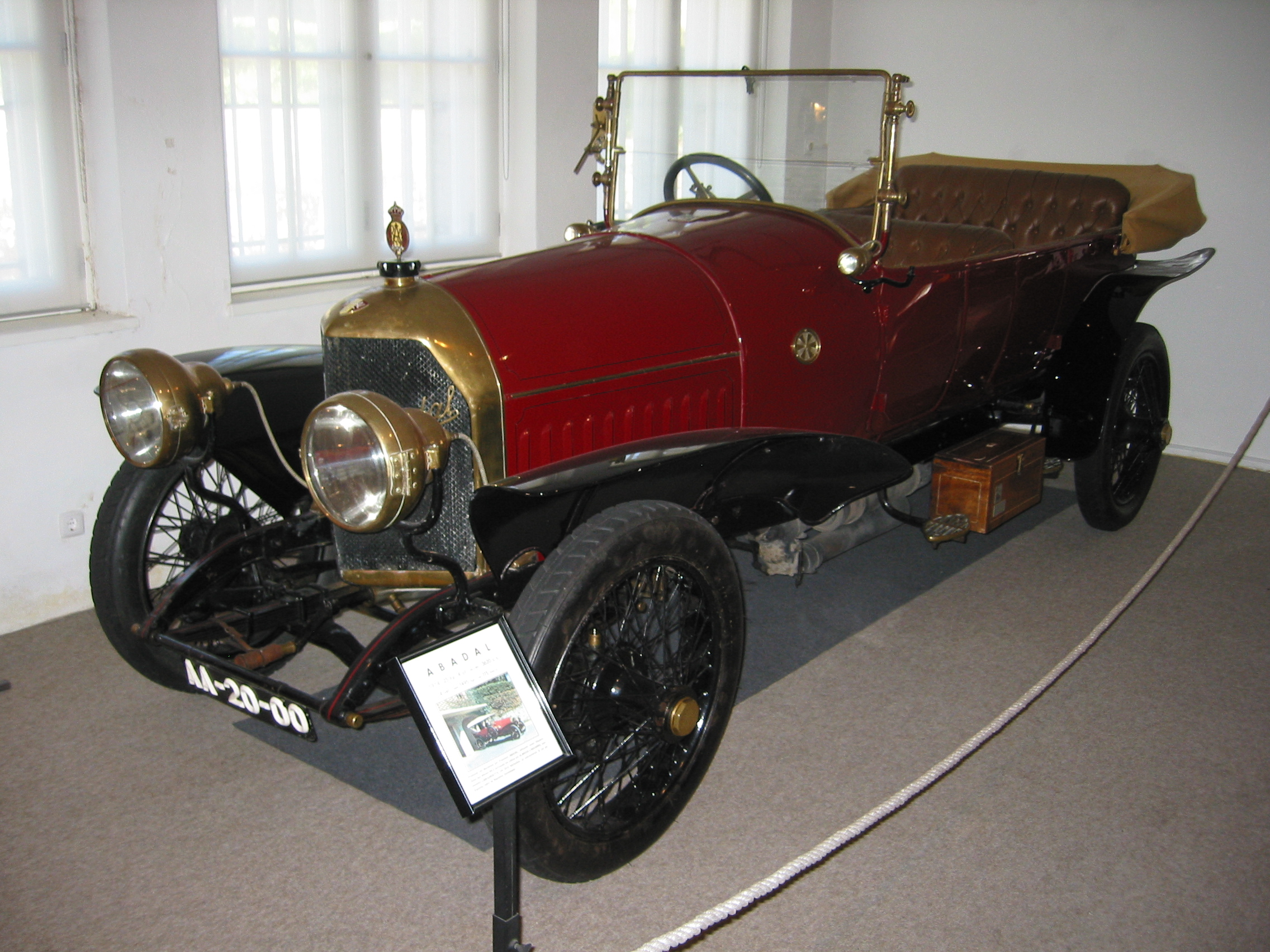
Abadal 25 HP (1914)

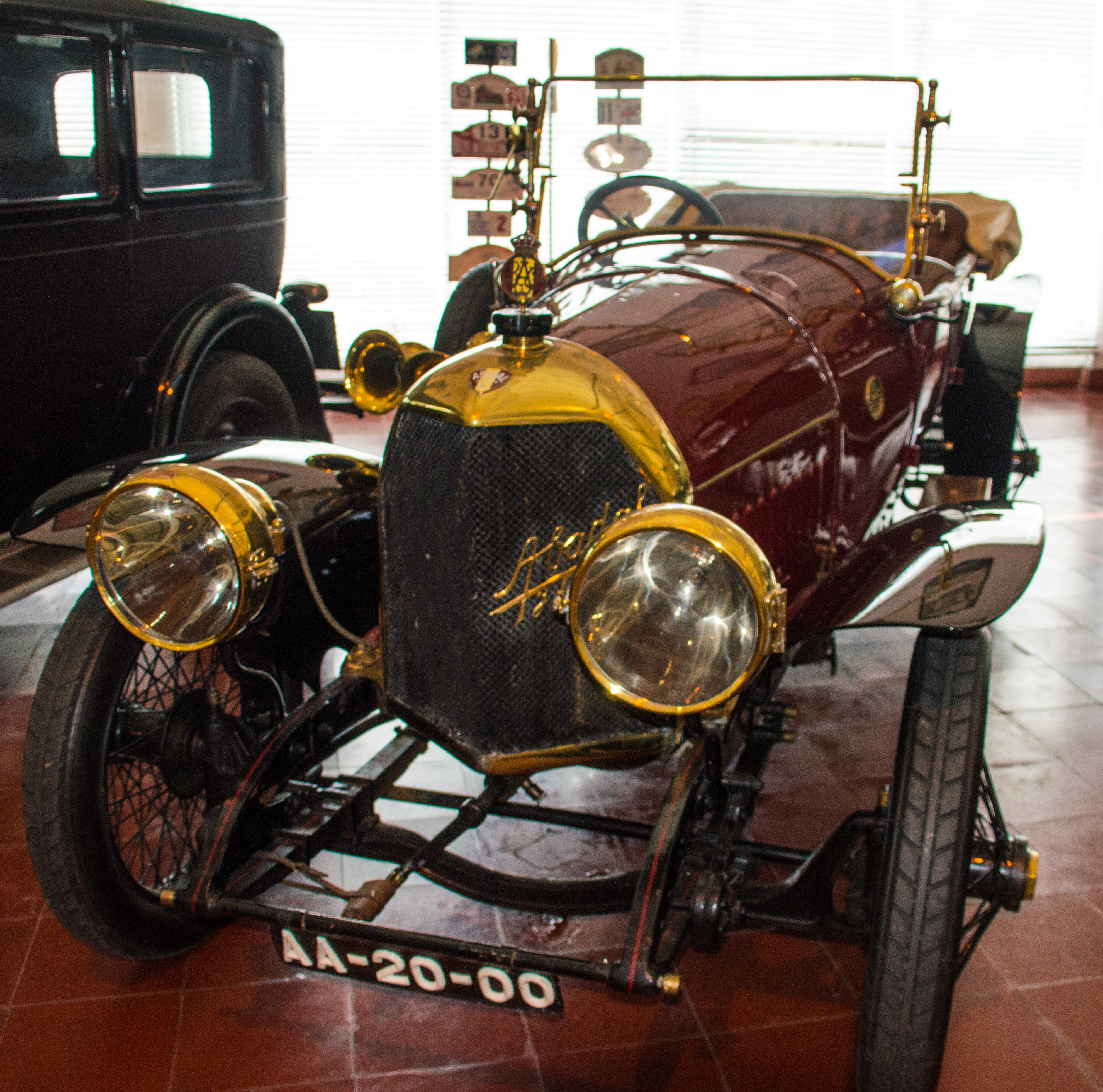
Abadal 25 CV

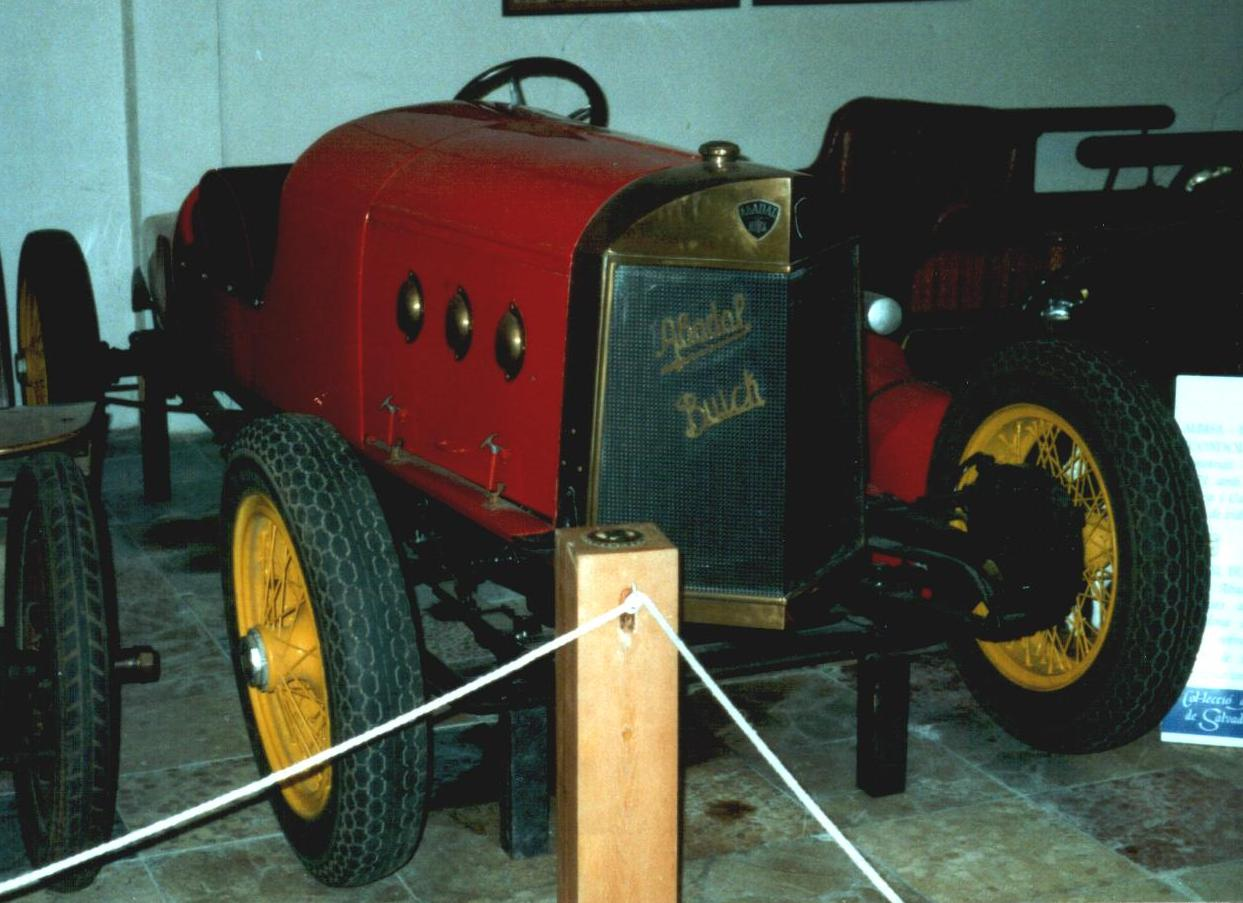
Abadal-Buick (1932)

Peu de temps après la création de la ligne Abadal, la société belge Impéria a commencé à fabriquer le modèle, sous licence, les appelant Impéria-Abadal. En 1916, Abadal acheta les droits de Buick en Espagne, depuis cette année-là, les modèles d’Abadal construits à Barcelone avaient des moteurs Buick, mais pas la carrosserie. Ces voitures étaient connues sous le nom d’Abadal-Buicks.
M. A. Van Roggen (qui avait travaillé chez Springuel) a pris le contrôle de la société belge, et a fabriqué environ 170 plus Impéria-Abadal. Il a également fabriqué d’autres modèles, tels qu’un modèle sportif à quatre cylindres 16 soupapes 2992cc et trois prototypes 5630cc. L’entreprise a cessé de fabriquer des voitures 1923.
Francisco Abadal était un vendeur hispano-suisse, ainsi qu’un pilote de course Barcelone. Il a commencé son entreprise en 1912 et, quand il est parti, il a travaillé pour General Motors. General Motors, en 1930, pour lancer un prototype appelé Abadal Continental n’ont jamais été réalisés.

## Moteur aéronautique Abadal Y-12
Abadal a également produit le moteur aéronautique Abadal Y-12, un moteur multi-banque de douze cylindres en ligne, hébergé sur trois bancs de quatre formant un Y.